# Prosopocera principalis
Prosopocera principalis är en skalbaggsart som beskrevs av Stefan von Breuning 1936. Prosopocera principalis ingår i släktet Prosopocera och familjen långhorningar.
Artens utbredningsområde är Malawi. Inga underarter finns listade i Catalogue of Life.